# Wild Beasts
Wild Beasts waren eine englische Band aus Kendal. Ihre Musik kann man zwischen Indierock und Pop einordnen. Ungewöhnlich war der Falsettgesang des Sängers Hayden Thorpe.

## Band
Die Band wurde 2002 von Hayden Thorpe und Ben Little noch während ihrer Schulzeit gegründet. Zuerst nannte sie sich Fauve (französisch für Raubtier, engl. Wild Beast), änderte den Namen aber 2004 in Wild Beasts. Ihre erste EP nahm sie 2004 auf, ein Jahr später die zweite. Im August 2006 unterschrieb sie ihren ersten Plattenvertrag bei Bad Sneakers Records. Mittlerweile ist sie bei Domino Records unter Vertrag.
Ihre erste Single Brave Bulging Buoyant Clairvoyants erzielte einige Aufmerksamkeit. Sie kam in die Indiecharts und die Band spielte einige BBC-Sessions, unter anderem mehrere Sessions für Marc Riley (BBC 6 Music). Die Single wurde später von Domino Records wiederveröffentlicht.
Im September 2017 gab die Band über mehrere ihrer Social-Media-Kanäle ihre Auflösung bekannt. Die letzten Konzerte fanden 2018 statt.

## Diskographie

### Alben
- Limbo, Panto (Domino Records, 2008)
- Two Dancers (Domino Records, 2009)
- Smother (Domino Records, 2011)
- Present Tense (Domino Records, 2014)
- Boy King (Domino Records, 2016)
- Last Night all my Dreams Came True (Domino Records, 2018)

### EPs
- Wild Beasts (2004)
- Espirit De Corps (2005)
- All Men (2005)
- Punk Drunk and Trembling (2018)

### Singles
- Brave Bulging Buoyant Clairvoyants/The Old Dog (Bad Sneakers Records, 2006)
- Through Dark Night/Please Sir (Bad Sneakers Records, 2007)
- Assembly/Sylvia, A Melodrama (Domino Records, 2007)
- The Devil's Crayon/Treacle Tin (Domino Records, 2008)
- Brave Bulging Buoyant Clairvoyants/Mummy's Boy (Domino Records, 2008)
- Hooting & Howling/Through the Iron Gate (Domino Records, 2009)
- All the King's Men (Domino Records, 2009)
- We've Still Got the Taste Dancin' on Our Tongues (Domino Records, 2010)
- Albatross/Smother (Domino Records, 2011)
- Bed of Nails/Catherine Wheel (Domino Records, 2011)